# Le Crabe-Tambour (pel·lícula)
Le Crabe-Tambour és una pel·lícula francesa, dirigida per Pierre Schoendoerffer, estrenada el 1977, adaptada de la seva novel·la homònima publicada el 1976 per Grasset. S'inspira en episodis de la vida de Tient de la Marina Pierre Guillaume.

## Argument

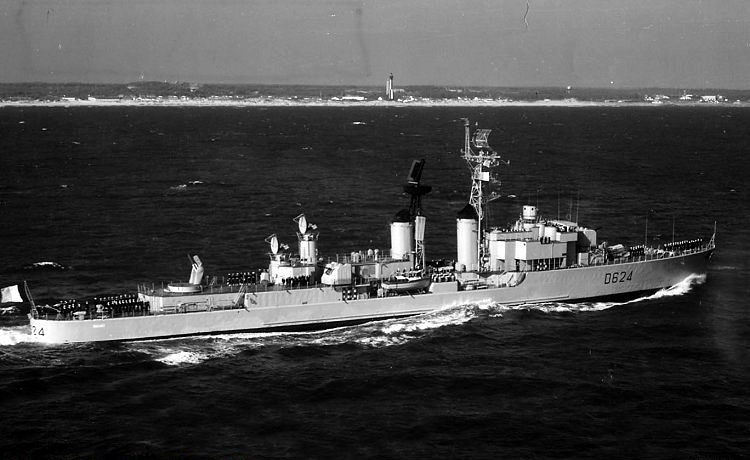
El Bouvet (D624), Escorteur d'escadre d'un tipus proper al Jauréguiberry on es roda la pel·lícula.

A un oficial de la marina nacional francesa, que pateix un càncer de pulmó que amaga als qui l'envolten, se li encarrega un comandament final que ha demanat expressament, el de l'Escorteur d'escadre Jauréguiberry que també és l'última missió abans del seu desarmament. És responsable d'ajudar i supervisar la pesca a gran escala a les ribes de Terranova. El comandant també lidera una recerca personal, arrelada a les guerres colonials franceses des d'un esdeveniment al Mekong el 1948: es va trobar per darrera vegada amb un oficial que coneixia, que s'havia convertit en capità de pesca del arrossegador de Terranova Shamrock III. El curs de la pel·lícula revela que havia donat a aquest home la seva paraula, una paraula que no va poder mantenir per obeir la seva jerarquia. Podem suposar que, al llarg de la seva vida que ara s'acaba, patia aquest fracàs.
La seva recerca es transmet pels records del metge del vaixell, que accepta fer els ulls grossos sobre el seu estat de salut, i del cap del departament de "propulsió energètica", un llop de mar que li encanta explicar antigues històries bretones. Tots dos evoquen un antic Tient de la Marina sobrenomenat el "Crabe-Tambour". Els successius testimonis dibuixen a poc a poc el retrat d'un personatge colorit que els va deixar una impressió duradora i que els va portar a qüestionar la seva pròpia vida.

## Repartiment
- Jean Rochefort: el comandant de l'escorta (al rang de capità de vaixell), tradicionalment sobrenomenat "el vell"
- Jacques Perrin: l’alferes, després tinent, Willsdorff (el "Crabe-Tambour")
- Claude Rich: Pierre, el doctor en medicina (metge de 1a classe de la Marina, 3 galons, avui el grau s'ha convertit en "metge de l'exèrcit")
- Jacques Dufilho: l'oficial en cap del servei de "propulsió energètica" amb el grau de tinent i llavors capità de corbeta diu "el cap"
- Aurore Clément: Aurore, la infermera de Saint-Pierre-et-Miquelon
- Odile Versois: la dona del bistrot de l'antic gendarme que va assistir al judici de Willsdorff
- François Dyrek: l'antic policia, propietari del bistrot
- Jean Champion: l'admirador de l'almirall Dönitz al bistrot
- Pierre Rousseau: Babourg, un antic mariner sota les ordres del "Crabe-Tambour" a Indoxina, que troba per casualitat a París, Pierre, el metge.
- Bernard Lajarrige: el rector
- Joseph Momo: Bongoba
- Yves Morgan-Jones: la marca
- Nguyễn Long Cường
- Mister Lucifer: el gat
- Diversos membres de la tripulació eren extres, en particular el mestre timoner Wagner que interpreta ell mateix, així com el majordom du Carré.

## Producció

### Influències

#### La figura llegendària de Pierre Guillaume
El director va parlar en diverses ocasions (sobretot durant una entrevista concedida el 26 de febrer de 2007 a la seva biògrafa Bénédicte Chéron) sobre els informes que hi ha entre el tinent real Pierre Guillaume i « Crabe-Tambour » :
| «                       | Era un d'aquells capitans llegendaris! Així que ens vam conèixer, ens vam agradar. Quan vaig començar a escriure el meu llibre Le Crabe-Tambour, em vaig dir que hi havia alguna cosa a la seva història que m'interessava. No és la seva biografia, és la meva història tal com la vaig somiar... Vaig dedicar la meva novel·la al meu fill petit, Ludovic, perquè de petit tenia una panxeta rodona sobre la qual tocava, i mentre caminava a quatre potes i de costat, li vaig dir el cranc. D'aquí el "cranc del tambor"! Ja veus, això és una cosa completament personal. No és la seva vida, no és la meva. És una altra cosa. | » |
| — Pierre Schoendoerffer | |   |

Val a dir que l'oficial Pierre Guillaume, en qui s'inspira la pel·lícula, va participar en persona en el rodatge de Crabe-Tambour com a assessor tècnic i com a figurant. Durant l'escena del procés, va passar a l'enquadrament de la càmera amb tanta freqüència que Schoendoerffer va acabar demanant-li el vestit de l'advocat defensor de Jacques Perrin. Així és com es va trobar com a figurant. Hi ha un primer pla sobre ell després de la resposta del "patxa" a Willsdorff.

### Preproducció

#### Participació de l'a Marina Nacional
Un cop llançat el projecte de Schoendoerffer per adaptar la seva novel·la al cinema, va haver de trobar els mitjans per fer-ho realitat. Molt ràpidament, es van obtenir acords de les oficines del Cap d'Estat Major i del Ministre de les Forces Armades durant l'hivern de 1976 -1977.
Inicialment va ser el remolcador d'aigües profundes Centaure el que va ser posat a disposició del director per la Marina Nacional. Tanmateix, considerant-se massa poc representatiu de la idea que tenim d'un vaixell de la Marina, el Centaure va ser substituir finalment per un altre vaixell. És el Jaureguiberry. Aquesta pel·lícula serà l'última missió de l'escorta ja que es desballestarà després d'aquesta.

### Rodatge
El rodatge va començar a principis de gener i va continuar fins al 16 d'abril de 1977.
Després d'embarcar-se a Brest, és a Iroise, amb un escorteur i un helicòpter Super-Frelon que es van fer les fotografies del Jaureguiberry capturat a la tempesta. Raoul Coutard, l'operador en cap, després d'haver ocupat el seu lloc, a bord de l'escoreur, en una cabina equipada amb un telepunter giroestabilitzat . L'assessor tècnic Pierre Dubrulle recorda que: «en mars forts a molt pesats, en un curs paral·lel i a la mateixa velocitat, [Raoul Coutard] va filmar el Jaureguiberry com mai no s'ha filmat cap vaixell de guerra». Pel que fa a l'operador Dominique Merlin, a bord del Super-Frelon, multiplica les preses de vista aèria de l'escorta.
L'oficial de pesca Walter obtindrà l'embarcament de l'operador Dominique Merlin, a bord del Shamrock III de Fécamp, l'últim vaixell d'arrossegament "clàssic" que va explotar la pesca a la costa. En el moment del seu trasllat a través d'un bot inflable Zodiac, Pierre Schoendoerffer li dirà: "Torna'm el dolor dels homes!" . Portarà de Shamrock una seqüència documental sobre l'obra de  Terranova.
Interrogat pel SIRPA  de l'Armada, Pierre Dubrulle recorda les dificultats de fer fotos a un entorn tan hostil: "A mesura que passen els dies, el rodatge continua amb condicions meteorològiques canviants: el "Jojo" es cobreix alternativament de gel, progressant per extensions canviants i immaculades, és assaltada per ràfegues de neu, obre el seu recorregut enmig d'un paviment de lliris de gel que tanquen al seu pas."
El final del rodatge a bord del vaixell correspon al seu retorn al moll abans del seu desballestament. El desembarcament va tenir lloc a Lorient, on es va filmar la seqüència final en la qual podem veure Jean Rochefort saludant per última vegada la seva tripulació i després ocupant el seu lloc en un cotxe per sortir del port. La resta del rodatge tindrà lloc a Tailàndia per a les seqüències d'Indoxina (sobretot al famós riu Kwaï), i a Djibouti per als d'Àfrica.
Pel que fa a les seqüències franceses, moltes escenes es van rodar a Bretanya i l'enterrament de l'adjutant Willsdorff es va rodar en un poble d'Alsàcia. Mentre la reunió a Mers El Kébir, entre Willsdorff i "Le Vieux" es va filmar a la base d'helicòpters de Saint Mandrier.

Llocs de rodatge
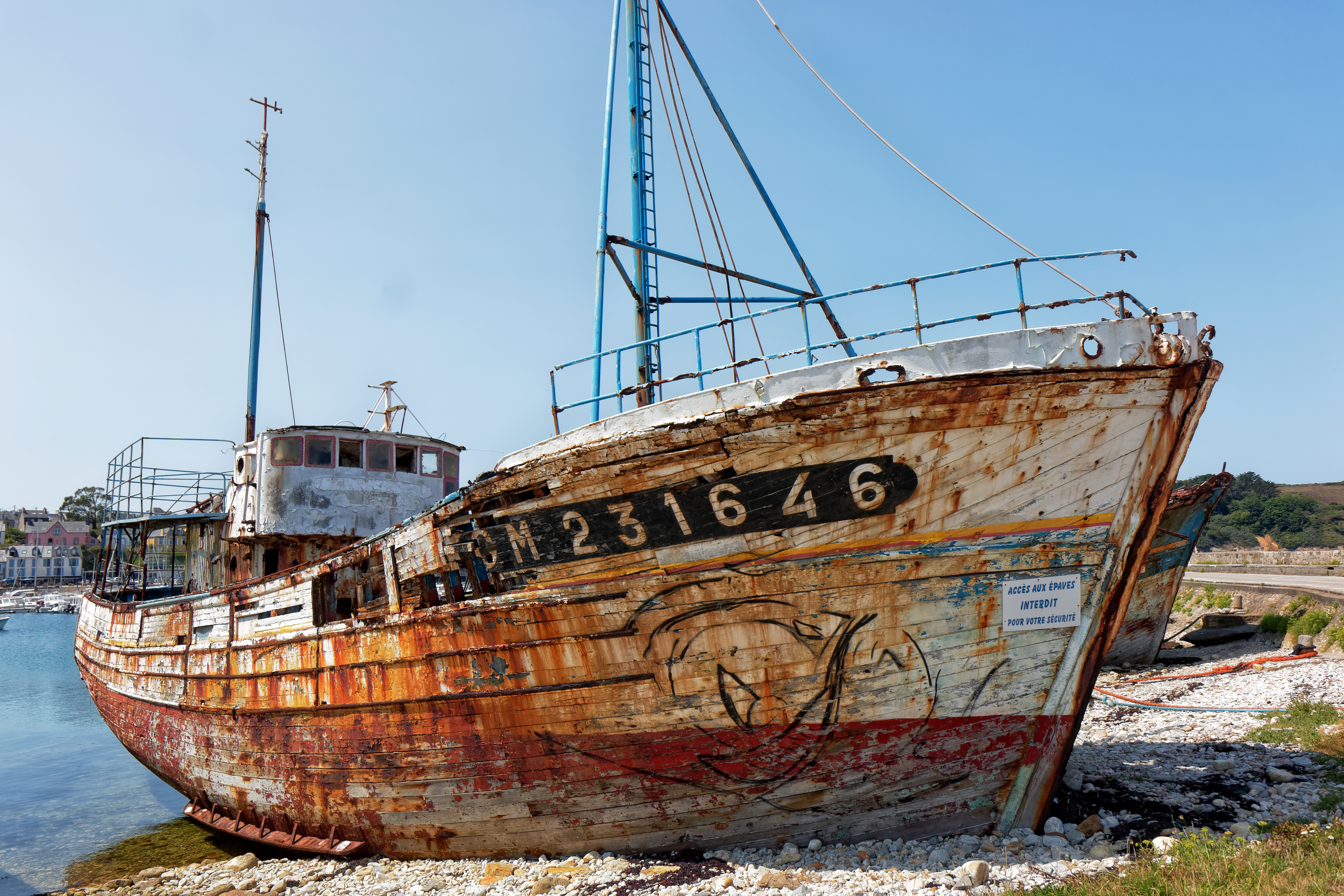
Naufragi d'un vaixell prop del port de Brest (crèdits de pel·lícula).
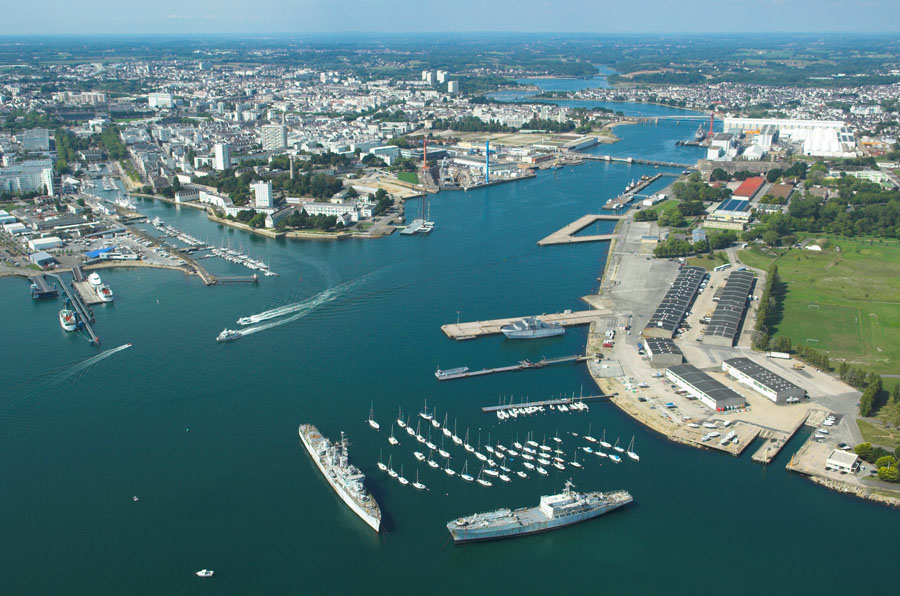
Vista del port de Lorient (des d'on el Jaureguiberry arriba a l'Atlàntic Nord)
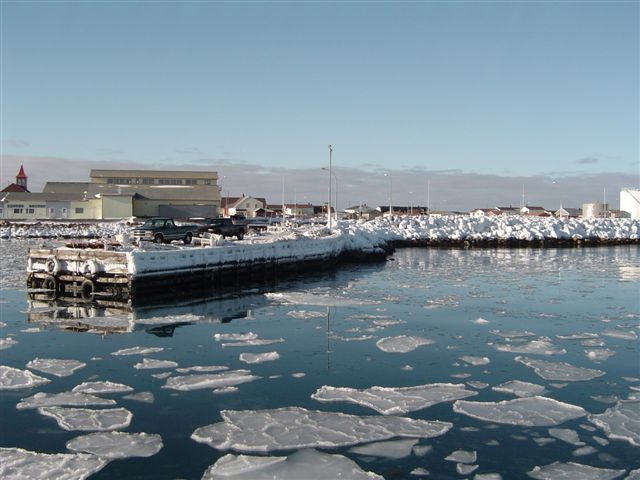
Vista del port de Saint-Pierre sota el gel.
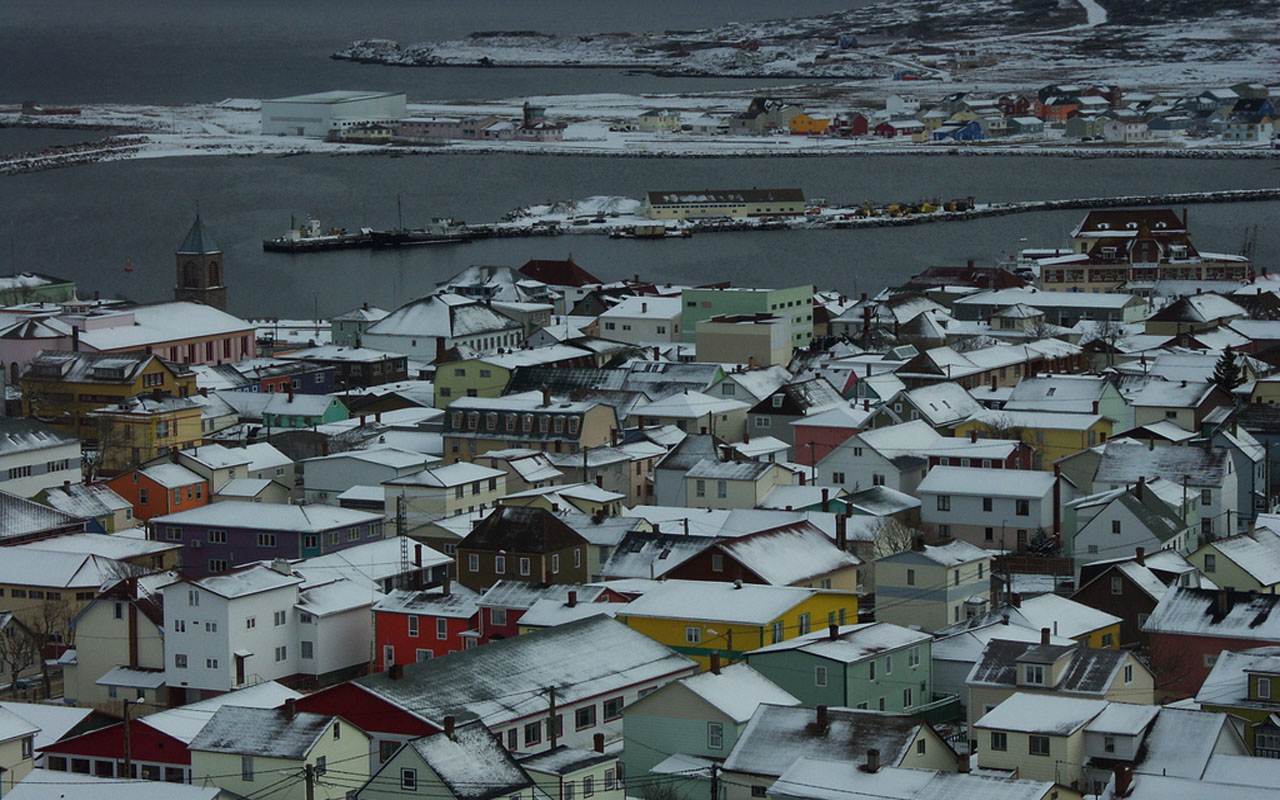
Vista de la vila de Saint-Pierre, a l’arxipèlag de Saint-Pierre-et-Miquelon.
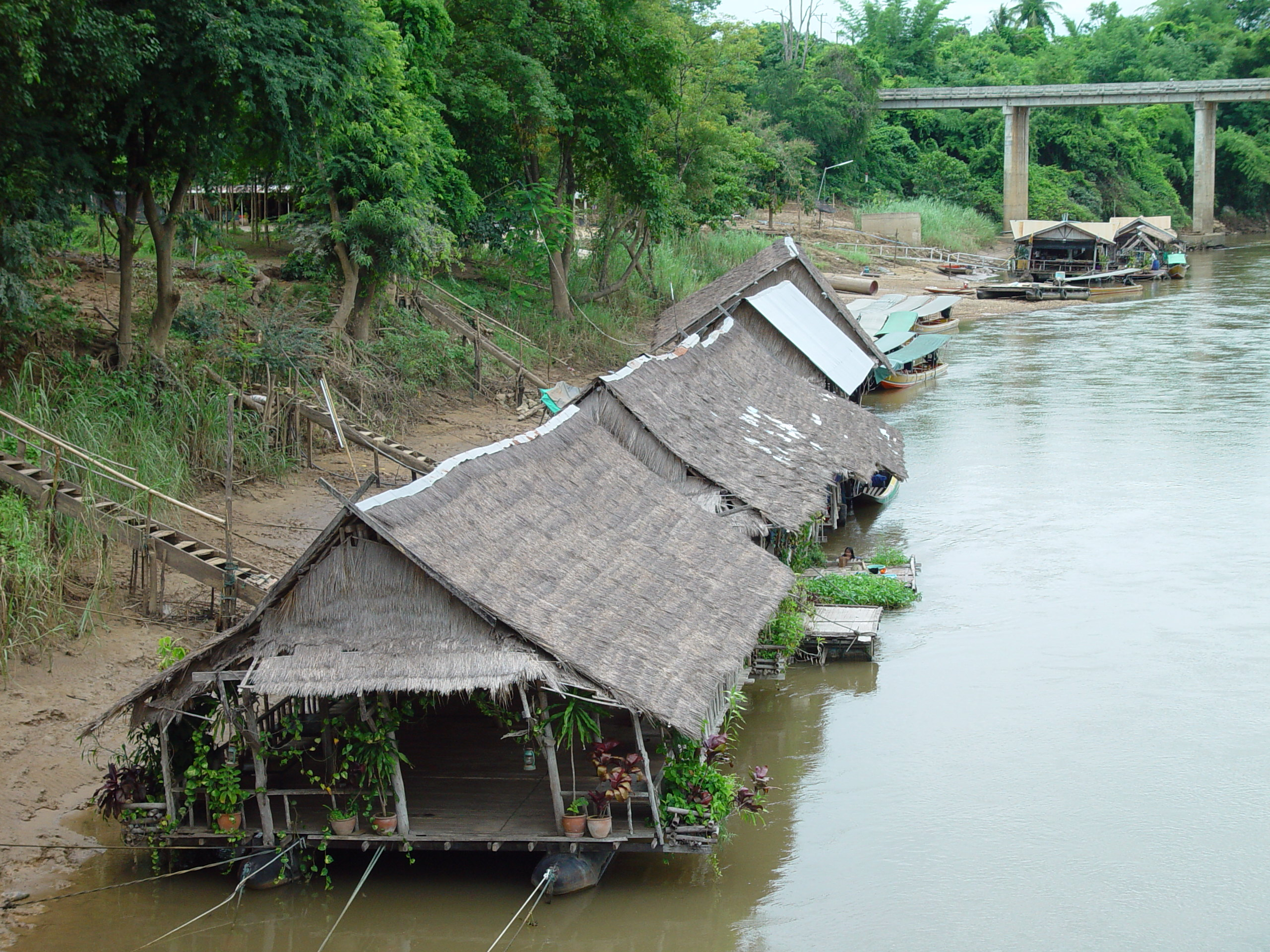
Vista del riu Kwaï a Tailàndia.

### Banda sonora

#### Música de la pel·lícula

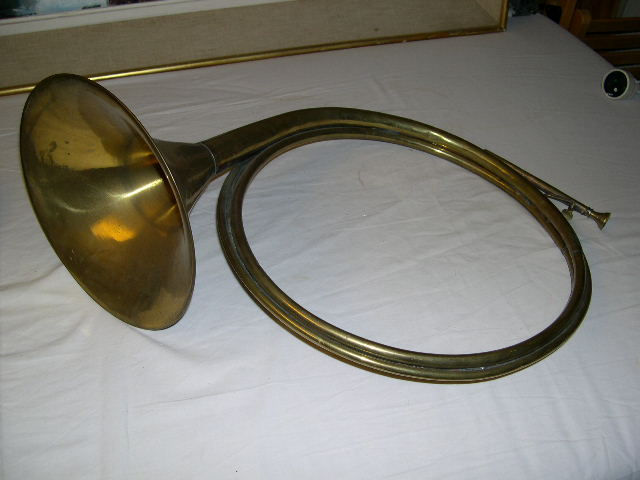
En corn de caça ressona a la pantalla des de la primera aparició del "cranc de tambor".

Després d'haver col·laborat als anys 1960 amb el compositor Pierre Jansen a La 317e Section i Objectif 500 millions, Pierre Schoendoerffer va pensar per primera vegada a confiar la música de Crabe-Tambour al famós Georges Delerue, però finalment decideix treballar amb Philippe Sarde, que era especialment prolífic en aquell moment. Schoendoerffer va dir a la seva biògrafa Bénédicte Chénon que volia música clàssica però que volia afegir-hi «una mica de música asiàtica i corn de caça, en el gènere tons de trucada de caça» }}. Philippe Sarde, però, va assenyalar que aquest últim tenia al mateix temps molta por de barrejar l'orquestra simfònica amb instruments tan inusuals. L'exercici va consistir, segons el compositor, a «tornar al seu món nostàlgic de l'exèrcit que havia tractat a la majoria de les seves pel·lícules».
D'acord amb el director, Philippe Sarde va decidir utilitzar una orquestra filharmònica de 60-70 músics amb una corn de caça que representa el tambor de cranc i un Đàn bầu que inspira la memòria del Mekong i afegeix que aquests instruments dispars «conviuen sense casar-se». Orquestrada i dirigida pel director italià Carlo Savina, la partitura orquestral compta amb dos solistes: Michel Garcin-Marrou a la trompa de caça i Trần Quang Hải al monocorde vietnamita. La part purament simfònica de la música és molt atemàtica i amenaçadora, l'escoltem principalment als crèdits inicials i finals, o per acompanyar les imatges de la proa del Jauréguiberry enfonsant-se al mar embravegut. Més melòdic, el tema del "cranc de tambor" tocat al corn de caça de vegades és encarnat a la pantalla per un sonneur, però més sovint, l'escoltem sense veure'l, per simbolitzar clarament les obsessions del comandant de l'escorta, interpretada per Jean Rochefort.

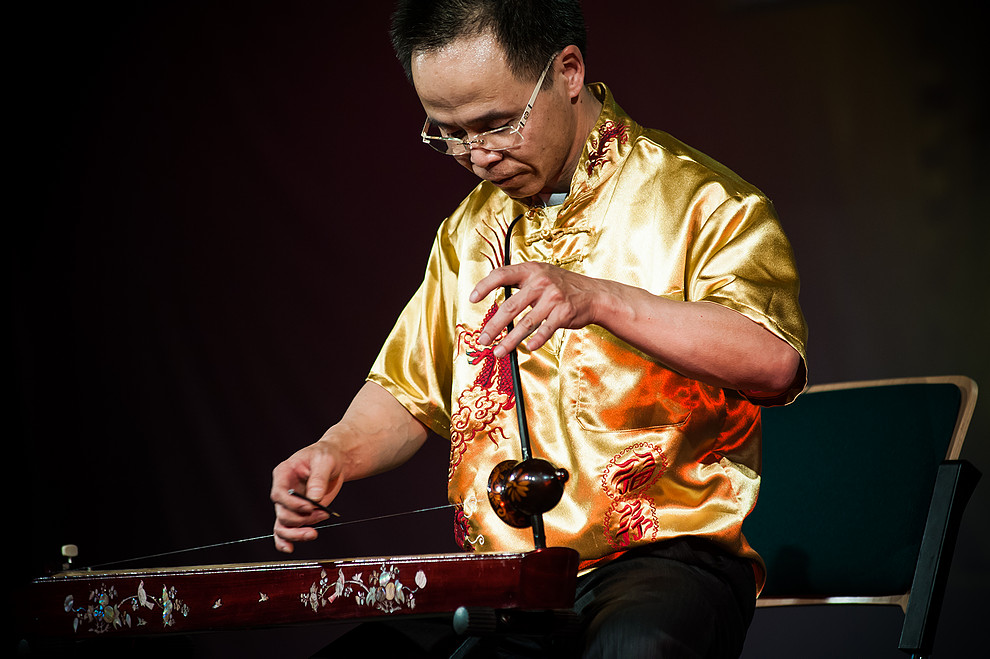
El compositor va utilitzar un monocorde vietnamita per evocar records vinculats al Mekong.

Mentre el so del monocorde vietnamita intervé sobretot per “escalfar” les imatges d'un mar «empresonat en el gel», Philippe Sarde insisteix en la importància del caràcter obsessiu que aporten aquests instruments i la seva discrepància: «Aquesta gent […] està completament obsessionada amb Vietnam. […] Veiem aquests vaixells al gel i escoltem aquest instrument vietnamita… […] No et fa pensar en l'escenari, sinó en el que tenen els personatges al cap. Malgré seva brevetat (12 minuts), la música juga un paper crucial en la dramatització de determinades escenes alhora que ofereix un contrapunt inusual als escenaris de la pel·lícula. Durant les sessions d'enregistrament als estudis CTS, Wembley a Londres, Philippe Sarde recorda que el director era «molt humil en les sessions amb l'orquestra» però que es comportava com un comandant de regiment durant l'enregistrament de la cançó militar, i que el va impressionar molt.
L'èxit de públic del llargmetratge  va portar a la publicació d'un 45 rpm l'any 1977 al segell Melba (que també va publicar la banda sonora de la pel·lícula La mort d'un home corrupte) on trobem el tema principal de la pel·lícula repartit per les dues cares del disc. El caràcter no temàtic i el caràcter experimental dels aliatges instrumentals d'aquesta banda sonora van endarrerir la seva reedició en CD i, per tant, van haver d'esperar no menys de 42 anys per veure'n un primer llançament complet el 2019 amb cinc títols publicats en un format limitat. recopilació d'edició del segell francès Music Box Records.

#### Cançons i aires escoltats a la pel·lícula
El tema "Crabe-Tambour", reproduït fora de la càmera al corn de caça pel clarion Bocheau, durant la primera aparició de Willsdorff al terrat d'un vaixell que pujava riu amunt d'un riu al mig de la selva, està inspirat en una fanfàrria de caça anomenada La Rallye Alésia.
Escoltem la cançó Paris jadis (escrita per Jean-Roger Caussimon i composta per Philippe Sarde ) quan Claude Rich entra en un restaurant vietnamita a París. Originalment, aquesta cançó va ser interpretada per Jean Rochefort i Jean-Pierre Marielle per a la pel·lícula Des enfants gâtés de Bertrand Tavernier.
També escoltem la cançó Kashmir del grup Led Zeppelin de fons, durant una escena al bar La morue joyeuse a Saint-Pierre.

### Anàlisi

#### Context històric i veracitat dels fets
A la pel·lícula apareixen autèntiques fites històriques  (la Guerra d'Indoxina, el putsch dels generals, la caiguda de Saigon el 1975). L'acció, que es desenvolupa principalment dins de la Marina Nacional, reprodueix clarament les pràctiques o la normativa vigent. L'ambient al pont, en particular, és realista. Les ordres són reglamentàries i algunes frases estan en el to correcte: «Massa gent en aquest pont» o: «Al comandant no li agrada que la gent parli al seu pont fora del servei.» Pel que fa al desembarcament del comandant «El comandant abandona el vaixell», aquesta cerimònia s'ajusta al cerimonial militar: la guàrdia d'honor presenta les armes i els honors són rendits al xiulet pel gabier xiulador.
Al llarg de la pel·lícula, Schoendoerffer s'esforça per representar la realitat i la duresa del treball al mar. Al costat de la història principal, filma la vida quotidiana d'un vaixell de suport a la pesca. Totes les petites escenes que mostren el treball diari (retirar el gel acumulat a les cobertes, per exemple), així com l'assistència al mar (atenció als pescadors accidentats, investigació per donar llum a la caiguda d'un mariner que va desaparèixer al mar, intentar rescatar el iot naufragat, etc.), donen a la pel·lícula un aspecte quasi documental.

#### Referència aLa 317e Section
Una escena mostra el "cranc tambor" al funeral del seu germà, l'adjutant Willsdorff. En un diari hi ha una foto d'aquest últim interpretat per Bruno Cremer. Pierre Schoendoerffer fa aparèixer així el seu amic i actor favorit mentre marca l'enllaç amb La 317e Section (1965).

#### Religió
El comandant malalt confia a Pierre que llegeix la Bíblia sol a la seva cabana, i evoca la paràbola dels talents, "el més terrible de tots". Encara que laic l'enginyer en cap va celebrar una cerimònia Catòlica a bord, en absència d'un sacerdot. Entre les històries bretones que explica hi ha la d'un "incrédul" que desafia un rector al cementiri de l'església. Els Willsdorff són Protestants: l'ajudant és enterrat a Alsàcia en presència d'un pastor, mentre que el Cranc Tambor, captiu a Àfrica, guardava amb ell una bíblia de butxaca. La pel·lícula està doncs marcada per la fe protestant de Schoendoerffer.

## Distincions

### 3a cerimònia dels Premis César

#### Premis
- César al millor actor: Jean Rochefort[30]
- César al millor actor secundari: Jacques Dufilho
- César a la millor fotografia: Raoul Coutard

#### Nominacions
- César a la millor pel·lícula
- César al millor director: Pierre Schoendoerffer
- César a la millor música original: Philippe Sarde